# Powers (Oregon)
Powers é uma cidade localizada no estado norte-americano de Oregon, no Condado de Coos.

## Demografia
Segundo o censo norte-americano de 2000, a sua população era de 734 habitantes.
Em 2006, foi estimada uma população de 752, um aumento de 18 (2.5%).

## Geografia
De acordo com o United States Census Bureau tem uma área de
2,2 km², dos quais 2,1 km² cobertos por terra e 0,1 km² cobertos por água. Powers localiza-se a aproximadamente 41 m acima do nível do mar.

## Localidades na vizinhança
O diagrama seguinte representa as localidades num raio de 40 km ao redor de Powers.